# Урумилк I
Урумилк I (Урумилки I; финик. U-ru-milk) — царь Библа в конце VIII века до н. э.

## Биография
Урумилк I известен только из ассирийских надписей. Однако в них не сохранилось сведений ни о происхождении, ни о дате восшествия на престол Библа этого царя. Предыдущим известным библским правителем был Шипитбаал II, последнее упоминание о котором датируется 729 или 728 годом до н. э.
В надписи на Призме Синаххериба сообщается о большом восстании, охватившем в 704—701 годах до н. э. обширные территории юго-западной части Ассирии. Среди мятежных правителей упоминаются цари Езекия Иудейский, Элулай Тирский, Урумилк I Библский и Абдэл Арвадский, а также Менахем из Цумура, Митинти из Ашдода и Сидкия из Ашкелона. О том, участвовали ли в мятеже Буду-илу из Аммона, Камусу-надби из Моава и Айарам из Эдома, сообщаются различные сведения. Это восстание было подавлено ассирийской армией. По свидетельству ассирийских источников, были пленены 208 000 мятежников, часть из которых затем была переселена в Месопотамию. Лишившийся большей части своих владений, в том числе Сидона, Элулай бежал на Кипр. Новый сидонский правитель, царь Итобаал, Урумилк I, Абдэл и другие мятежники должны были изъявить покорность Синаххерибу. Все они прибыли в лагерь, разбитый ассирийцами вблизи Палетира, и лично выплатили Синаххерибу дань сразу за четыре года.
О дальнейшей судьбе Урумилка I ничего не известно. Вероятно, его преемником на престоле Библа был Милкиасап, упоминающийся как властитель города около 670 года до н. э.